# Modo misolidio
Nella teoria musicale, il modo misolidio è uno dei tre seguenti modi, fra di loro storicamente interconnessi:
- il modo misolidio della musica greca antica, uno degli harmoniai, ovvero un comportamento melodico costruito a partire da intervalli scomposti e la scala ad esso associata
- il modo misolidio della musica medievale, uno dei modi ecclesiastici
- il modo misolidio della moderna modalità, ovvero una scala diatonica di note naturali che va da un sol al sol successivo, o una trasposizione a un'altra tonica di tale struttura.

Audio playback is not supported in your browser. You can download the audio file.